# Bossonnens Challenger 1988
Il Bossonnens Challenger 1988 è stato un torneo di tennis facente parte della categoria ATP Challenger Series nell'ambito dell'ATP Challenger Series 1988. Il torneo si è giocato a Bossonnens in Svizzera dal 31 ottobre al 6 novembre 1988 su campi in cemento indoor.

## Vincitori

### Singolare
Olli Rahnasto ha battuto in finale  Tomas Nydahl con il punteggio di 6–3, 3–6, 6–3

### Doppio
Hugo Nunez /  Branislav Stankovič hanno battuto in finale  Bret Garnett /  Bill Scanlon con il punteggio di 6–4, 7–6